# Túnez en los Juegos Olímpicos de Roma 1960
Túnez estuvo representado en los Juegos Olímpicos de Roma 1960 por un total de 42 deportistas masculinos que compitieron en 7 deportes.
El equipo olímpico tunecino no obtuvo ninguna medalla en estos Juegos.